# Johan Gustaf Moberg
Johan Gustaf Moberg, född den 9 maj 1834 i Västervik, död den 10 juli 1895 i Stockholm, var en svensk jurist. Han var måg till Lars Molin.
Moberg blev 1850 student vid Uppsala universitet, där han avlade hovrättsexamen 1855 och kameralexamen samma år. Han blev extra ordinarie kanslist i justitierevisionsexpeditionen samma år,  auskultant i Svea hovrätt samma år, vice häradshövding 1860, extra ordinarie notarie i Svea hovrätt samma år, extra ordinarie fiskal där 1861, tillförordnad domhavande i Västerdalarnas domsaga 1861–1862, adjungerad ledamot i Svea hovrätt första gången 1864, ordinarie fiskal 1866 och assessor 1868 och hovrättsråd 1878. Moberg blev riddare av Nordstjärneorden 1878.